# Мухаммед ібн Абд аль-Крім аль-Хаттабі
Муха́ммед ібн Абд аль-Крім аль-Хаттабі́ (Абд аль-Крім, Абд аль-Керім, Abd el-Krim; 1882 — 6 лютого 1963, Каїр) — керівник національно-визвольного руху в Марокко в 1921-1926 роках.

## Життєпис
Родом із сім'ї каїда (намісника султана) племені бені уріягіль Абд аль-Кріма аль-Хаттабі, який зіграв значну роль у повстанні племен 1907—1908 років проти султана Абд аль-Азіза. Здобув богословську освіту в Тетуані та Фесі. З 1910 року в Мелільї був вчителем, потім суддею, головним суддею, з 1914 року редактор газети «Телеграма дель Ріф» (El Telegrama del Rif).
Заарештований іспанською владою, в 1915—1916 роках у в'язниці. В 1920 році, після смерті батька, став каїдом племені бені уріягіль. В 1921 році очолив національно-визвольну боротьбу ріфів проти іспанських, а з 1925 року й проти французьких колонізаторів. В липні 1921 року армія аль-Кріма розбила іспанські війська під Анвалем. Того ж року (за іншими даними в 1923 році) на чолі з аль-Крімом була утворена Республіка Риф. Були створені Національні збори та національний республіканський уряд на чолі з президентом — Абд аль-Крімом, який отримав титул еміра. Аль-Крім був затверджений Національними зборами як верховний головнокомандувач, розробив тактику ведення партизанської війни.
У 1926 році був вимушений капітулювати; висланий французькою владою на острів Реюньйон. В 1947 році аль-Кріму був дозволений в'їзд до Франції за умови відмови від політичної діяльності, але, діставши політичний притулок у єгипетського уряду, він поселився в Каїрі. Засновник та голова (1948—1956) Комітету звільнення Північної Африки в складі представників національних політичних партій Алжиру, Марокко та Тунісу. Після здобуття Марокко незалежності відмовився туди повертатись доти, доки останній іноземний солдат не покине його території. Помер у Каїрі.